# Хвала, љубави!
Хвала, љубави је седамнаести албум Ане Бекуте. Објављен је у марту 2013. године за Гранд продукцију. Највећи хитови са албума су песме Пао мрак и Хвала, љубави, као и песма Што је моје, то је само моје, која је објављена раније као сингл, а која је уврштена на албум. На албуму се налази и дуетска песма са Шабаном Шаулићем.

## Песме на албуму
| Бр. | Песма                        | Музика                     | Текст                 | Аранжман                               |
| --- | ---------------------------- | -------------------------- | --------------------- | -------------------------------------- |
| 1.  | Пао мрак                     | Александар Перишић Ромарио | Марина Туцаковић      | Александар Софронијевић                |
| 2.  | Хвала, љубави                | Александар Перишић Ромарио | Марина Туцаковић      | Александар Софронијевић                |
| 3.  | Пустите ме да га волим       | Драган Брајовић Браја      | Драган Брајовић Браја | Александар Софронијевић                |
| 4.  | Воли ме, воли                | Драган Брајовић Браја      | Драган Брајовић Браја | Александар Софронијевић                |
| 5.  | Што је моје, то је само моје | Стева Симеуновић           | Стева Симеуновић      | Саша Николић                           |
| 6.  | Црвено сунце                 | Шабан Шаулић               | Раде Вучковић         | Александар Софронијевић                |
| 7.  | Да те нисам срела            | Стева Симеуновић           | Стева Симеуновић      | Саша Николић                           |
| 8.  | Одиграј за мене              | Дејан Аћимовић             | Марина Туцаковић      | Александар Кобац, Милош Матејић Милтон |